# NGC 1761
NGC 1761 is een open sterrenhoop in het sterrenbeeld Goudvis. Het hemelobject werd op 11 december 1835 ontdekt door de Britse astronoom John Herschel.

## Synoniemen
- ESO 85-SC18